# Canonici regolari di Val-des-Écoliers
I canonici regolari di Val-des-Écoliers erano un'antica congregazione di canonici di Sant'Agostino: vennero fondati nel 1201 da un gruppo di docenti e studenti universitari di Parigi; scomparvero nel 1637.

## Storia
Nel 1201 quattro professori dell'Università di Parigi e trentasette loro discepoli si ritirarono per condurre vita eremitica a Chaumont, una località montuosa e disabitata nella diocesi di Langres: il gruppo si costituì in comunità di canonici regolari sotto la regola di sant'Agostino e adottò le costituzioni (liber ordinis) dei Vittorini.
La comunità ottenne l'approvazione di papa Onorio III nel 1219. I canonici crebbero rapidamente di numero e si diffusero in altre zone della Francia: già attorno al 1240 esistevano venti priorati dipendenti dalla casa madre presso Langres e i loro superiori si riunivano annualmente in capitolo generale per discutere le questioni di maggiore importanza.
Nel 1234 la casa madre venne trasferita in un nuovo monastero posto più a valle (presso la Marna), in un sito distante un paio di chilometri da quello del convento originario: la zona venne ribattezzata Val-des-Écoliers (cioè "valle degli scolari", dall'attività dei primi membri). Il 13 maggio 1539 papa Paolo III elevò il priorato al rango di abbazia.
Val-des-Écoliers divenne un notevole centro culturale e, sotto il regno di Luigi IX, i canonici di eressero a Parigi il monastero di Sainte-Catherine-de-la-Couture, che in seguito divenne un collegio dell'università Sorbona.
La congregazione di Val-des-Écoliers venne unita a quella di Santa Genoveffa nel 1637.